# 梁和平
梁和平，JP（LEUNG Wo Ping，1944年3月27日—），生於香港，職業為資深英國特許會計師。他曾任區議會民選議員及前區域市政局議員。他為英格蘭及威斯爾特許會計師公會、香港會計師公會及香港董事學會資深會員。他於1994年獲英女皇伊丽莎白二世頒發榮譽獎章，並於2000年獲香港特別行政區政府委任為太平紳士。
梁和平現時出任多項公職，包括醫院管理局新界區域諮詢委員會委員、何妙齡那打素醫院管治委員會委員及人體器官移植委員會委員。